# Хохлов, Борис Алексеевич
Бори́с Алексе́евич Хохло́в — советский хозяйственный, государственный и политический деятель.

## Биография
Родился в 1918 году в Верхнем. Член КПСС.
С 1941 года — на хозяйственной, общественной и политической работе. В 1941—1985 гг. — старший технолог, заместитель начальника цеха Иркутского авиационного завода, инженер, заместитель главного контролера, начальник цеха окончательной сборки самолётов, доцент Харьковского авиационного института, заместитель главного инженера, главный инженер, директор Харьковского авиационного завода.
Делегат XXIV съезда КПСС.
За создание скоростного пассажирского самолёта Ту-134 и его модификаций был в составе коллектива удостоен Государственной премии СССР в области техники 1972 года.
Умер в Харькове в 2001 году.